# Kirellos V.

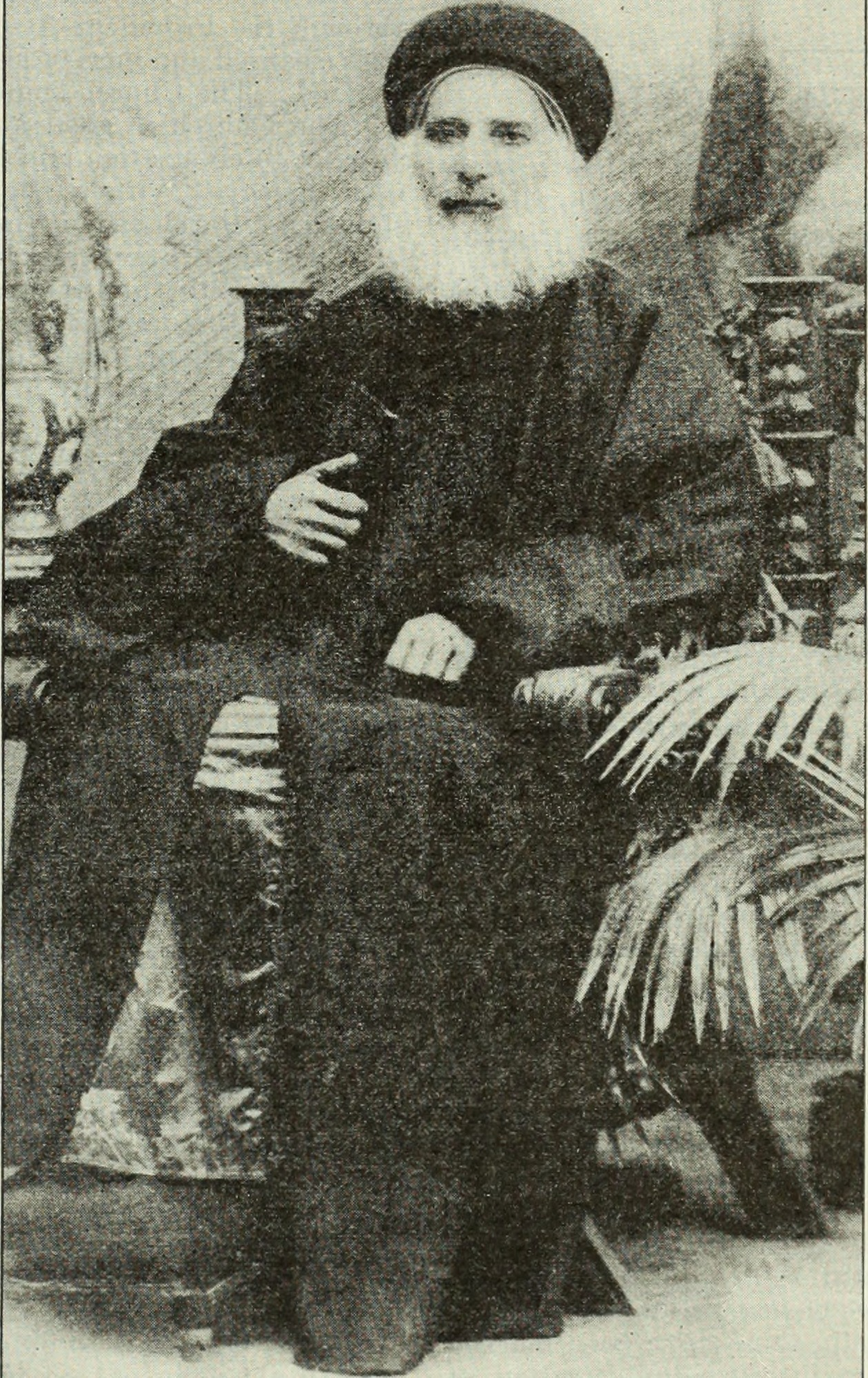
Kirellos V. (1890)

Kirellos V. (* 1831 in Tezment, Gouvernement Bani Suwaif, Ägypten; † 7. August 1927) war der 112. Papst von Alexandrien und Patriarch des Stuhles vom Heiligen Markus (Koptische Kirche).
Schon 1843 zum Diakon und 1851 zum Priester geweiht, wurde er am 1. November 1874 als Patriarch eingeführt. Er errichtete die theologische Schule im Jahr 1894. Er nahm oft am Unterricht teil, ergriff in Diskussionen das Wort, prüfte Studenten und überwachte ihre praktische Ausbildung.
Zu seiner Zeit wurden koptische Schulen in Dörfern und Städten gegründet, die an vielen Orten häufig die einzigen Schulen waren. Trotz seines hohen Alters unternahm er eine seelsorgerische Reise durch ganz Oberägypten und durch den Sudan.